# Nasty Canasta
Nasty Canasta est un personnage des cartoons Looney Tunes. C'est un méchant créé par Chuck Jones. Sa première apparition date de 1951 dans le dessin animé Daffy la terreur (1951).

## Filmographie
- Daffy la terreur[2] (Drip-Along Daffy) (1951)
- Le Vengeur masqué (My Little Duckaroo) (1954)
- Lapin impair et passe (Barbary Coast Bunny) (1956)